# 角幡唯介
角幡 唯介（かくはた ゆうすけ、1976年2月5日 - ）は、日本のノンフィクション作家・探検家。北海道芦別市生まれ。神奈川県鎌倉市在住。

## 経歴
- 芦別市で祖父の代から続く「角幡商店」の長男として生まれる[2]。スーパーマーケットを営業していたが、経営者の個人株投資の失敗で経営が厳しくなり、1998年に道北ラルズに買収され、現在は道北アークスになっている。
- 函館ラ・サール高等学校から現役で合格し慶應義塾大学に進学するも幻滅し中退、翌年早稲田大学政治経済学部に入学[3]。早稲田大学探検部に入部する[4]。東京の大学を目指したのは、家業を継ぎたくなかったためだという[5]。探検部に所属していた時期に、ペルー早稲田大学探検部員殺害事件が起こる。
- 2001年、ヨットで太平洋を航海後、ニューギニア島トリコラ山北壁初登頂[6][7]。
- 2002-03年、チベットのヤルンツァンポ川峡谷の未踏査部を探検[6]。
- 2003年、27歳で朝日新聞社入社[6]。富山支局、北埼玉支局（熊谷市）に勤務。
- 2008年、朝日新聞社退社、ネパール雪男捜索隊に参加[6]。
- 2009-10年、ツアンポー峡谷の核心無人地帯の完全踏破を目的として、チベットのヤル・ツアンポー川を探検[8]。
- 2011年、カナダ北極圏1600Kmを徒歩で踏破[8]。
- 2013年、朝日新聞社書評委員[1]。

## 受賞歴
- 2010年、『空白の五マイル　チベット、世界最大のツアンポー峡谷に挑む』で第8回開高健ノンフィクション賞[9][10]。
- 2011年、『空白の五マイル　チベット、世界最大のツアンポー峡谷に挑む』で第42回大宅壮一ノンフィクション賞[10]、第1回梅棹忠夫・山と探検文学賞受賞[9][11]。
- 2012年、『雪男は向こうからやってきた』で第31回新田次郎文学賞受賞[9][12]、第11回新潮ドキュメント賞候補[13]。
- 2013年、『アグルーカの行方 129人全員死亡、フランクリン隊が見た北極』で第35回講談社ノンフィクション賞受賞[9][注釈 1]。芦別市栄誉賞受賞[14]。
- 2015年、『探検家の日々本本』で第69回毎日出版文化賞書評賞受賞[9][15]。
- 2018年、『極夜行』で「Yahoo!ニュース　本屋大賞2018年ノンフィクション本大賞」[16]、大佛次郎賞受賞[17]。

## 著書

### 単著
- 『川の吐息、海のため息 ルポ黒部川ダム排砂』桂書房、2006年
- 『空白の五マイル チベット、世界最大のツアンポー峡谷に挑む』集英社、2010年。のち文庫
- 『雪男は向こうからやって来た』集英社、2011年。のち文庫 解説：三浦しをん
- 『探検家、36歳の憂鬱』文藝春秋、2012年。のち文庫として『探検家の憂鬱』に改題・増補。
- 『アグルーカの行方 129人全員死亡、フランクリン隊が見た北極』集英社、2012年。のち文庫 解説：東えりか（書評家）
- 『探検家の日々本本』幻冬舎、2015年。のち文庫
- 『漂流』新潮社、2016年。のち文庫 解説：真藤順丈
- 『旅人の表現術』集英社、2016年
- 『探検家、40歳の事情』文藝春秋、2016年
- 『極夜行』文藝春秋、2018年。のち文庫 解説：山極壽一
- 『新・冒険論』集英社インターナショナル、2018年
- 『極夜行前』文藝春秋、2018年
- 『探検家とペネロペちゃん』幻冬舎、2019年。のち文庫 解説：武田砂鉄
- 『エベレストには登らない』小学館、2019年12月
- 『そこにある山　結婚と冒険について』中央公論新社、2020年10月 　のち文庫化に伴い改題『そこにある山-人が一線を越えるとき』、中央公論新社、2023年12月
- 『狩りの思考法』 清水弘文堂書房 、2021年
- 『裸の大地　第一部　狩りと漂泊』集英社、2022年3月
- 『裸の大地 第二部 犬橇事始』集英社、2023年7月
- 『書くことの不純』中央公論新社、2024年1月
- 『地図なき山』新潮社、2024年11月

### 共著
- 『地図のない場所で眠りたい』　高野秀行との共著、講談社、2014年。のち文庫

## 出演
- SWITCHインタビュー 達人達「門脇麦×角幡唯介」（2024年1月19日、NHK Eテレ）[18]